# Юренев, Пётр Александрович
Пётр Александрович Юренев (15 [27] марта 1837, Псковская губерния — после 1917) — русский юрист, специалист по гражданскому праву; сенатор, действительный тайный советник.

## Биография
Родился 15 (27) марта 1837 года в Псковской губернии. Принадлежал к дворянскому роду Юреневых, сын отставного поручика лейб-гвардии Павловского полка, предводителя дворянства Торопецкого уезда Псковской губернии Александра Алексеевича Юренева (1801 — 1875). Племянник Н. А. Юренева, отец П. П. Юренева.
В 1858 году окончил Училище правоведения и в мае того же года поступил на службу в Департамент герольдии Правительствующего сената. С сентября 1858 года по октябрь 1867 года служил в 4 департаменте сената и в Юридической комиссии Царства Польского (в 1865—1867 гг.).
С 1867 года он был товарищем председателя Курского окружного суда. В июле 1871 года вышел в отставку и до 1874 года был присяжным поверенным округа Санкт-Петербургской судебной палаты.
С 12 июля 1874 года — член Варшавских департаментов Правительствующего сената, с июня 1876 года — член Варшавской судебной палаты. 1 января 1879 года произведён в действительные статские советники.
В период 1879—1880 годов он был товарищем обер-прокурора Гражданского кассационного департамента Правительствующего сената, в 1881—1882 годах — председателем департамента Варшавской судебной палаты.
Назначен сенатором Гражданского кассационного департамента 8 (20) декабря 1882 года с одновременным производством в тайные советники. В 1893—1897 годах он был председателем редакционного комитета гражданского отделения Санкт-Петербургского юридического общества, а в 1898—1906 годах — членом редакционной комиссии для составления проекта Гражданского уложения. 1 января 1909 года произведён в действительные тайные советники.
В 1917 году вышел в отставку.
В январе 1873 года женился на Александре Дмитриевне Месняевой (1846—1893).

## Награды
- Орден Святой Анны 2-й степени (1867)
- Орден Святого Владимира 3-й степени (1882)
- Орден Святой Анны 1-й степени (1887)
- Орден Святого Владимира 2-й степени (1891)
- Орден Белого орла (1896)
- Орден Святого Александра Невского (1902; бриллиантовые знаки этого ордена пожалованы 4 мая 1911)
- Высочайшая благодарность (1914)
- Медаль «За труды по устройству крестьян в Царстве Польском»
- Медаль «В память царствования императора Александра III»
- Медаль «В память 300-летия царствования дома Романовых»
- Знак «В память 200-летия Правительствующего Сената»